# Bushong (peuple)
Pour les articles homonymes, voir Bushong.

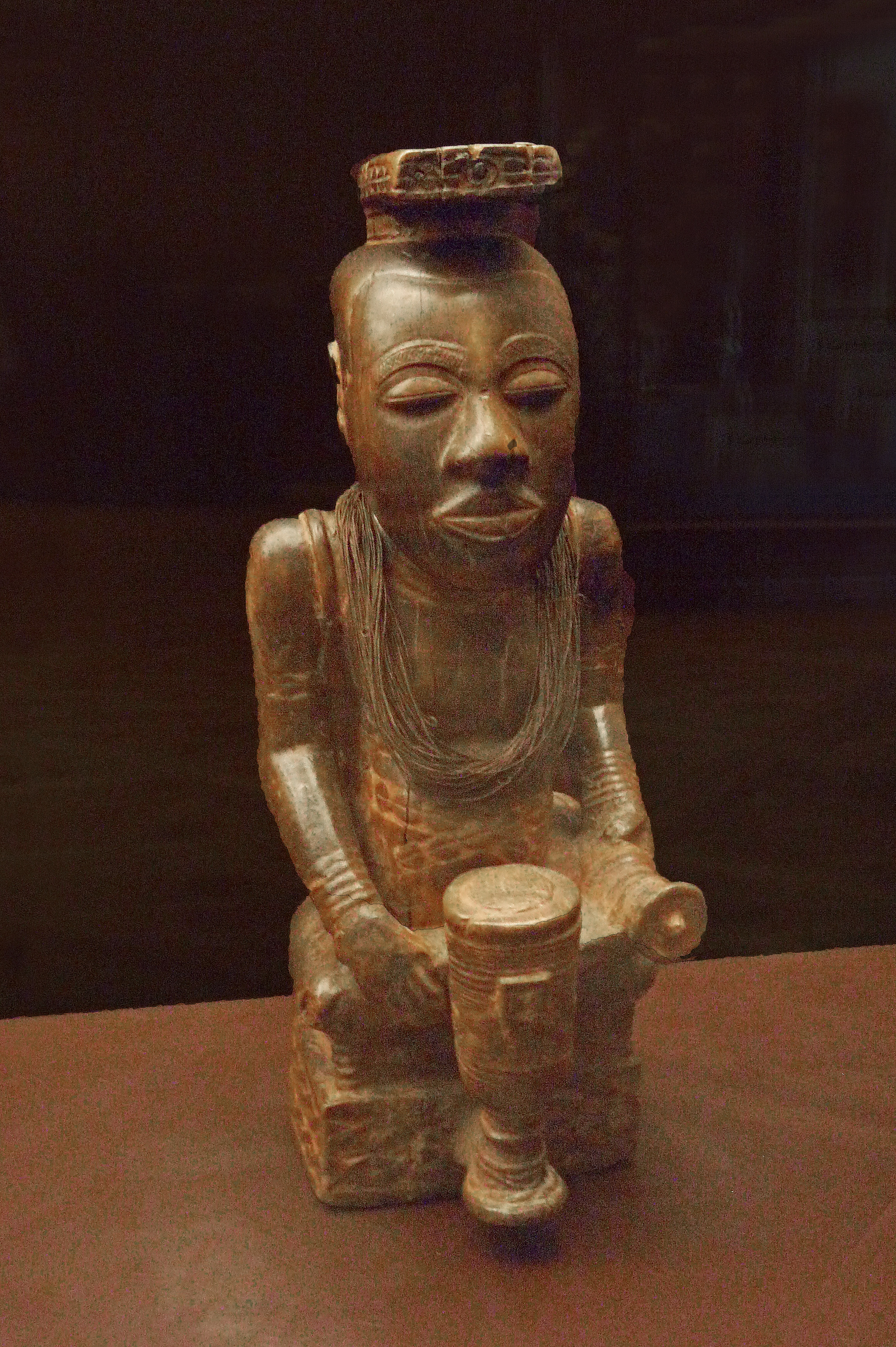
Statue royale ndep

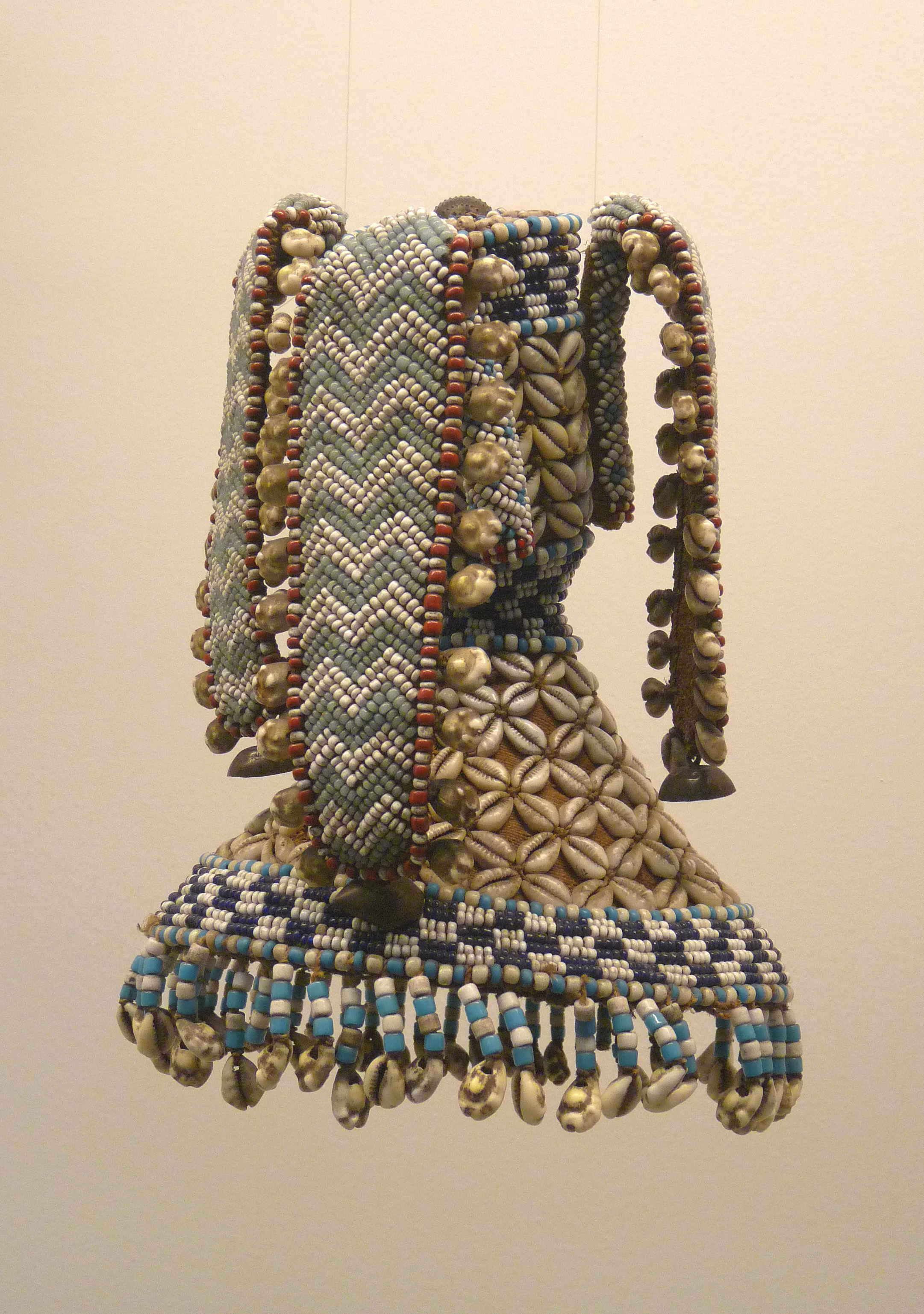
Petit chapeau cérémoniel de danse

Les Bushong (ou Bushoong, Boshongo) sont un peuple d'Afrique centrale établi en République démocratique du Congo dans la région du Kasaï-Occidental, près de Dekese et au nord d'Ilebo. Ils font partie du grand groupe des Kuba.

## Population
Des statistiques démographiques établies en 1950 ont dénombré 17 191 Bushong.

## Langue
Ils parlent une langue bantoue, le bushong, dont le nombre de locuteurs était estimé à 155 000 en 2000.